# 조창조
조창조는 대구광역시 출신으로, 대구의 전국구라 불리는 인물이라 한다.
대구가 낳은 걸출한 주먹인 조창조씨는 ‘싸움의 달인’ ‘실전(實戰)의 황제’로 불린다. ‘싸움 천재’ 시라소니(이성순) 이후 맨손싸움의 1인자로 ‘맞짱’에서 져본 적이 없다는 신화적인 인물이다. 칼과 조직 없이 오로지 맨손으로 최고봉에 오른 그의 이력은 주먹세계에서 이색적인 전범(典範)이다.

1. ↑  신동아
2. ↑  신동아